# はにはにラジオ
『はにはにラジオ』は、音泉で提供されていたインターネットラジオ番組である。全36回。タイトルコールは「オーガスト放送局 はにはにラジオ」。

## 番組概要
- オーガストの『月は東に日は西に 〜Operation Sanctuary〜』の世界を再現したインターネットラジオ
- 放送期間: 2004年（平成16年）11月12日〜2006年（平成18年）4月14日（隔週金曜日更新・最終更新は3月31日）
2006年（平成18年）11月より、すぺしゃるCD（後述）の発売記念として、6回ずつ再配信を行っている。
- パーソナリティーは、野乃原結（声優:猪口有佳）と仁科恭子（声優:岩居由希子）の二人。声優自身は表に出ず、あくまでも野乃原結と仁科恭子がパーソナリティーという体裁を取っているのが特徴（スタッフ曰く「本編のキャラと声優さん個人のキャラは7:3から8:2くらい」という設定だった）。
- 週番として、生徒役のヒロイン五人が交代で出演（後述）。
- 番組の流れは、「ホームルーム」→「国語」→「昼休み」→「下校」と学校の時間割のようになっている（第30回まで・ただし第25回を除く）。説明の代わりに第1回目の放送を抜粋したものが公式サイトに置いてあった。
- エンディングコール後に「今回のおまけ」としてフリートークがあった（最終回を除く）。
この部分のみは世界観を再現したものではなく声優本人達のフリートーク
- 屋外（スタジオ外）での収録も行っている（第14〜18・26〜30回）
第13〜16回ではエンディングコール前に八角型抽選機「がらぴょん」にて次回の場所を決定
- 第31〜35回では「○○の放送室」と題して各回の週番が番組前半のパーソナリティを担当
- 第36回（最終回）は「恭子と結の放送室」と題してメインパーソナリティー二人で進行されたが、最後のコーナーでヒロイン五人も登場し、メインパーソナリティーへの花束贈呈と最後の挨拶を行なった（この登場はサプライズとしてメインパーソナリティーには伏せられていた）。
- 放送終了後も多くのファンが訪れるオフィシャルサイトで、バックナンバーの放送が提供されている。
- 2011年（平成23年）6月6日をもってオフィシャルサイトは閉鎖された。なお、開設以来の総閲覧者数はのべ217万7千人を越えていた。

## 常設コーナー
普通のお便り
コーナーとして設定されてはいないが、「ホームルーム」の時間などに紹介を行なっていた
一問一答、十の質問状 （第1回〜第6回）
週番（ヒロイン）が自分に関する質問に答える。
保健室へいらっしゃい （第1回〜第6回）
リスナーからの相談に答える。
はにはに川柳 （第1回〜第12回）
テーマに沿った川柳を紹介する。
はにたん （第1回〜第12回）
ゲーム中のセリフを英訳したものを紹介（発音）する。
まるごと、はにはにボックス （第7回〜第12回）
箱から引いた紙に書いてある質問に答える。
はにはに・あいうえお作文（第13回〜第24回・第26回〜第30回）
テーマに沿ったあいうえお作文を紹介する
めくって答えて、はにはにカード（第13回〜第18回）
カードの裏に書いてある質問に答える。カードの中には、罰ゲームが書かれたハズレも含まれている。
メンタルデリーション（第7回〜第18回）
リスナーの「自分って変？」と思った出来事を紹介する。
星に願いを（第13回〜第18回）
リスナーの願い事を紹介する。各コーナーとコーナーの間で読まれる。
青春の処方箋（第19回〜第24回）
リスナーからの相談に答え、最後に一言アドバイスを与える。
はにはに積み木崩し（第19回〜第24回）
積んである積み木を一つ取り、その積み木に書いてある番号のカードの質問に答える。なお、積み木を崩した人は罰ゲームとしておいしくない飲み物を飲む。
小さな幸せ（第19回〜第24回）
リスナーの小さな幸せを紹介する。各コーナーとコーナーの間で読まれる。
笑顔が一番!（第26回〜第30回）
恥ずかしい失敗談などを募集。
まわして!がらぴょん!（第26回〜第30回）
出演者への質問とはずれ用の罰ゲームを募集し、抽選機で選んで答える。罰ゲームは主に収録している場所と関連するもの。
2005年わたしの大ニュース!（第26回〜第30回）
送られてきた2005年の出来事を紹介する。各コーナーとコーナーの間で読まれる。
はにはにクイズ（第31回〜第35回）
各回の週番に関する問題を募集し、両先生が答える。
「はにラジ」流行語大賞（第31回〜第35回）
過去の放送内容から最も印象に残ったセリフを「おたけび部門」「かわいい部門」「ツッコミ部門」「つぶやき部門」「頑張りました部門」の各部門別に募集し、グランプリを決定。
今回のおまけ（第1回〜第35回）
出演者のフリートーク

## 単発コーナー
み～んなが選ぶ「はにラジ」ベストフレーズ（第25回）
番組中で印象に残った発言を「ギュッと抱きしめたくなってしまったセリフ」「頑張れと応援してしまいたくなったセリフ」「インパクトのあった一言」に分類して募集し、ベスト3を発表。
美琴の「願いかなえます!」（第31回）
天ヶ崎美琴に叶えて欲しい願い事を募集。
保奈美に教えて（第32回）
藤枝保奈美からの質問に対する答えをリスナーから募集し、ランキング形式で発表。
目指せ!理想のウエイトレス!（第33回）
渋垣茉理が理想のウエイトレスを目指す上での参考にするため、リスナーの思う「理想のウエイトレス像」を募集。
シチュエーション別 お花の選び方講座（第34回）
リスナーから募集した「花を贈るシチュエーション」のうち、最も多かった3つの場面について、花好きの橘ちひろがお奨めの花を紹介。
秋山文緒の指導室（第35回）
小さな失敗や懺悔したいことを募集し、許せるか許せないかを委員長の秋山文緒が判定。
聴いてよ!結先生!（第36回）
番組の最後を機に、結先生に伝えておきたいことを川柳として募集。
園芸部ビフォーアフター（第36回）
部員が橘ちひろだけ、という危機的状況にある園芸部を立て直す案を募集。
はにラジメモリー（第36回）
リスナーから寄せられた番組の思い出を紹介。

## 週番（ゲスト）の出演順
- 天ヶ崎美琴（声優:草柳順子） - 第2回、第8回、第14回、第20回、第26回、第31回
- 藤枝保奈美（声優:神田理江） - 第3回、第9回、第15回、第21回、第27回、第32回
- 渋垣茉理（声優:梶田夕貴） - 第4回、第10回、第16回、第22回、第28回、第33回
- 橘ちひろ（声優:ひと美） - 第5回、第11回、第18回、第23回、第30回、第34回
- 秋山文緒（声優:幡宮かのこ） - 第6回、第12回、第17回、第24回、第29回、第35回

※ 第1回、第7回、第13回、第19回、第25回、第36回は週番の出演はない
※ 第25回は一周年記念の総集編で全員登場
※ 第36回（最終回）は番組の最後に全員が登場し、花束贈呈と挨拶を行なった。

## 主題歌
- オープニング曲：「divergent flow」
（歌:真優、作詞:H/de、作曲:Hiroki）

## 関連商品
- CD
  - はにはにラジオ（2005年（平成17年）3月18日発売）
第1回から第6回までの放送分と課外授業の動物園での写真撮影対決を収録。CD 4枚組。
  - はにはにラジオ Vol.2（2005年（平成17年）5月27日発売）
第7回から第12回までの放送分と課外授業の料理対決を収録。CD 4枚組。
  - はにはにラジオ Vol.3（2005年（平成17年）9月9日発売）
第13回から第18回までの放送分と課外授業の林間学校を収録。CD 4枚組。
  - はにはにラジオ Vol.4（2005年（平成17年）11月25日発売）
第19回から第24回までの放送分と課外授業（「はにはにリレー物語」）を収録。CD 4枚組。
  - はにはにラジオ Vol.5（2006年（平成18年）2月24日発売）
第25回から第30回までの放送分と課外授業のかるた大会を収録。CD 4枚組。
  - はにはにラジオ Vol.6（2006年（平成18年）6月16日発売）
第31回から最終回までの放送分と課外授業の天体観測を収録。CD 4枚組。
  - はにはにラジオ すぺしゃる（2007年（平成19年）1月26日発売）
課外授業と同様の形態による「臨海学校」を収録。CD 1枚組。